# 新幾內亞阿南魚
新幾內亞阿南魚（学名：Anampses neoguinaicus），又稱新幾內亞鹦鯛，俗名白肚龍，為輻鰭魚綱鱸形目隆頭魚亞目隆頭魚科的其中一種。

## 分布
本魚分布於西太平洋區，包括日本、台灣、菲律賓、印尼、泰國、越南、新幾內亞、澳洲、新喀里多尼亞、斐濟群島、索羅門群島、馬紹爾群島、密克羅尼西亞、馬里亞納群島、萬納杜。等海域。

## 深度
水深5至25公尺。

## 特徵
本魚體長形，側扁。口小；唇稍厚，內側具縐褶；上下頜前方各有一對向前伸出門狀齒，扁平而有切截緣。體色鮮明，上半部為深藍色到黑色上有許多藍色小點；下半部為白色，雌魚在下半部有些藍色斑點，而雄魚則為藍色垂直條紋。體被大或中大鱗，頭部眼前無鱗，胸部鱗片不較體側為大；側線連續。臀鰭黑色且基部及外緣有藍線為邊。在臀、背鰭後端軟條布後端各具一眼狀斑，但雄魚時則眼狀斑消失不見。背鰭硬棘9枚、背鰭軟條11至13枚、臀鰭硬棘3枚、臀鰭軟條11至13枚。體長可達20公分。

## 生態
本魚白天在珊瑚礁區活動，晚上則鑽沙而眠，以底棲無脊椎動物為主要食物，有性轉變的現象。

## 經濟利用
為色彩鮮明的觀賞魚，較少人食用。